# Vims
«Vims» —en español: «Exigente»— es una canción compuesta por Arne Bendiksen, publicada en 1967 e interpretada en noruego por Anita Thallaug y Wenche Myhre. Participó en la sexta edición del Melodi Grand Prix en 1966.

## Festival de Eurovisión

### Melodi Grand Prix 1966
Esta canción participó en el Melodi Grand Prix de 1966, celebrado el 5 de febrero ese año. Fue presentado por Øivind Bergh. La canción fue interpretada en quinto y décimo lugar el día del certamen: primero por Thallaug con una pequeña banda y luego por Myhre con una orquesta, precedidos por Grynet Molvig y Åse Kleveland con «Intet er nytt under solen» y seguidos por Kirsti Sparboe con «Lørdagstripp». Finalmente, quedó en quinto puesto (último) de 5, con 4 puntos.